# 鶴岡二十五坊
鶴岡二十五坊（つるがおかにじゅうごぼう）は、神奈川県鎌倉市雪ノ下に鎌倉時代から江戸時代まで存在した寺院跡。

## 沿革
源頼朝によって建立された鶴岡八幡宮は、正しくは「鶴岡八幡宮寺」という神仏混淆の宗教施設であった。その社役を務める僧侶である供僧が、八幡宮の北西に設けた二十五の住坊およびその住持職（しき）の総称を鶴岡二十五坊という。ただし数は時代によって変動した。寺院における院家、塔頭、子院に相当する。彼らは八幡宮寺の実権を握り、神主より上位にあった。その長は社務職別当であった。
本来、二十五坊は顕密に属し、特定の宗派ではなく、鎌倉時代（1220年代以降）には寺門派（天台宗）と東密派（真言宗）が数代おきに社務職別当が入れ替わっていた（例えば、4代目の別当で叔父の源実朝を暗殺したことで知られる公暁は寺門派に属する）。これは鎌倉幕府が特定宗派の発言力が強まることを警戒して別当の師資相承を規制していたことによるとされる。だが、室町幕府を開いた足利氏は鑁阿寺を介して東密と関係が深く、なおかつ足利一門による鶴岡八幡宮の掌握を意図した。このため、南北朝時代以降は、別当は東密派でなおかつ足利氏の一族もしくは上杉氏の一族（足利尊氏の母方で、後に関東管領を占める）が独占し、二十五坊の供僧も15世紀後半には東密派が独占した。享徳の乱後は古河公方の子弟が社務職別当に就任して、特に雪下殿（ゆきのしたどの）と呼ばれた。古河公方の衰退によって雪下殿が断絶した後も幕末まで社務職別当・供僧は共に全て真言宗系統であった。
1180年（治承4年）12月4日、鎌倉入りしたばかりの頼朝は、僧定兼阿闍梨を上総国より召して最初の鶴岡供僧職に任じたのが濫觴である。2年後に後三条天皇の曾孫にあたる円暁が若宮の社務職別当に任じられ、その没後にはその実弟の尊暁が2代目の別当に任ぜられた。その後、鶴岡八幡宮は上宮にあたる本宮と下宮にあたる若宮の二宮構成となるが、本宮には社務職別当にあたる職を設置しなかったため、若宮の社務職別当が八幡宮全体を統括した。数が25になったのは1197年（建久8年）頃と推定される。鎌倉幕府、鎌倉府が滅亡した後、衰退著しく、天正年間（1573年-1592年）までに7坊に減少していた。文禄年間（1592年-1596年）に徳川家康が5坊を再興し12坊となった。ところが維新後の1868年（明治元年）神仏分離令（廃仏毀釈）によって八幡宮寺は不浄とされた寺院を廃止して神道のみの八幡宮になった。そのため供僧は還俗し「神主」大伴氏に対して「総神主」と称する神職となり、坊はすべて廃絶した。現在、神奈川県鎌倉市雪ノ下の御谷（おやつ）とよばれる一帯（神奈川県立近代美術館鎌倉別館・鶴岡文庫から北）が二十五坊の所在地である。
復飾にあたって供僧は、誰一人反対する者なく、進んで仏像、堂宇、什具の破却（または流出）に携わったという。そして門前に「僧尼不浄の輩入る可からず」の高札を掲げたという。しかし慣れない職務と八幡宮の財政難から、1875年（明治8年）には12名が5名になっていた。ほかは小学校教員、再出家した者、車夫や豆腐売りに転じた者もいたという。
供僧の葬儀は、ほかの顕密諸大寺と同じく「不浄」であるとして、境内で葬儀・荼毘・埋葬できなかった。松源寺、浄光明寺に墓地がある。
主な史料として『鶴岡八幡宮寺供僧次第』がある（下記参考文献所収）。

## 二十五坊一覧
名称は以下の通り。初期は坊号、後に院号を称する。※印は江戸期に存在した院。人名は維新後に供僧が復飾して名乗った姓名である。
- 善松坊（香象院）※（仁和寺末）香山良実
- 林東坊（荘厳院）※（仁和寺末）武内康側
- 仏乗坊（浄国院）※（仁和寺末）国司信成
- 安楽坊（安楽院）※（仁和寺末）畠山嘉正
- 座心坊（朝宝院）
- 千南坊（正覚院）※（仁和寺末）筥崎博尹
- 文恵坊（恵光院）※（仁和寺末）野田信高
- 頓覚坊（相承院）※（仁和寺末）相良亮太（のち再出家）
- 密乗坊（我覚院）※（根来寺末）岡本忠義
- 静慮坊（最勝院）※（仁和寺末）加藤良知
- 南禅坊（等覚院）※（根来寺末）大島教義
- 永乗坊（普賢院）
- 悉覚坊（如是院）
- 智覚坊（花菌院）
- 円乗坊（宝瓶院）
- 永厳坊（紹隆院）
- 実円坊（金勝院）
- 宝蔵坊（海光院）※（根来寺末）海野俊雅
- 南蔵坊（吉祥院）
- 慈月坊（慈菌院）
- 蓮華坊（蓮華院）
- 寂静坊（増福院）※（仁和寺末）増山尚義
- 華光坊（大通院）
- 真智坊（宝光院）
- 乗蓮坊（如意院）

## 御谷騒動
跡地は宅地開発のため破壊されそうになり、1964年（昭和39年）「御谷騒動」が勃発した。市民、文化人が体を張ってブルドーザーを阻止し、やがて財団法人鎌倉風致保存会が設立され、ナショナルトラスト運動により保全されることとなった。これが同運動の先駆けであり、1966年（昭和41年）に古都保存法が制定される端緒となった。同年から何度か周辺の発掘調査が行われて全容が明らかとなった。1967年（昭和42年）には、若宮（材木座の本八幡）などとともに「鶴岡八幡宮境内」の名称で国の史跡に指定された。現在、御谷への入り口に鎌倉町青年会による「二十五坊旧蹟」と書かれた石碑が建っている。